# San Giuseppe alla Lungara

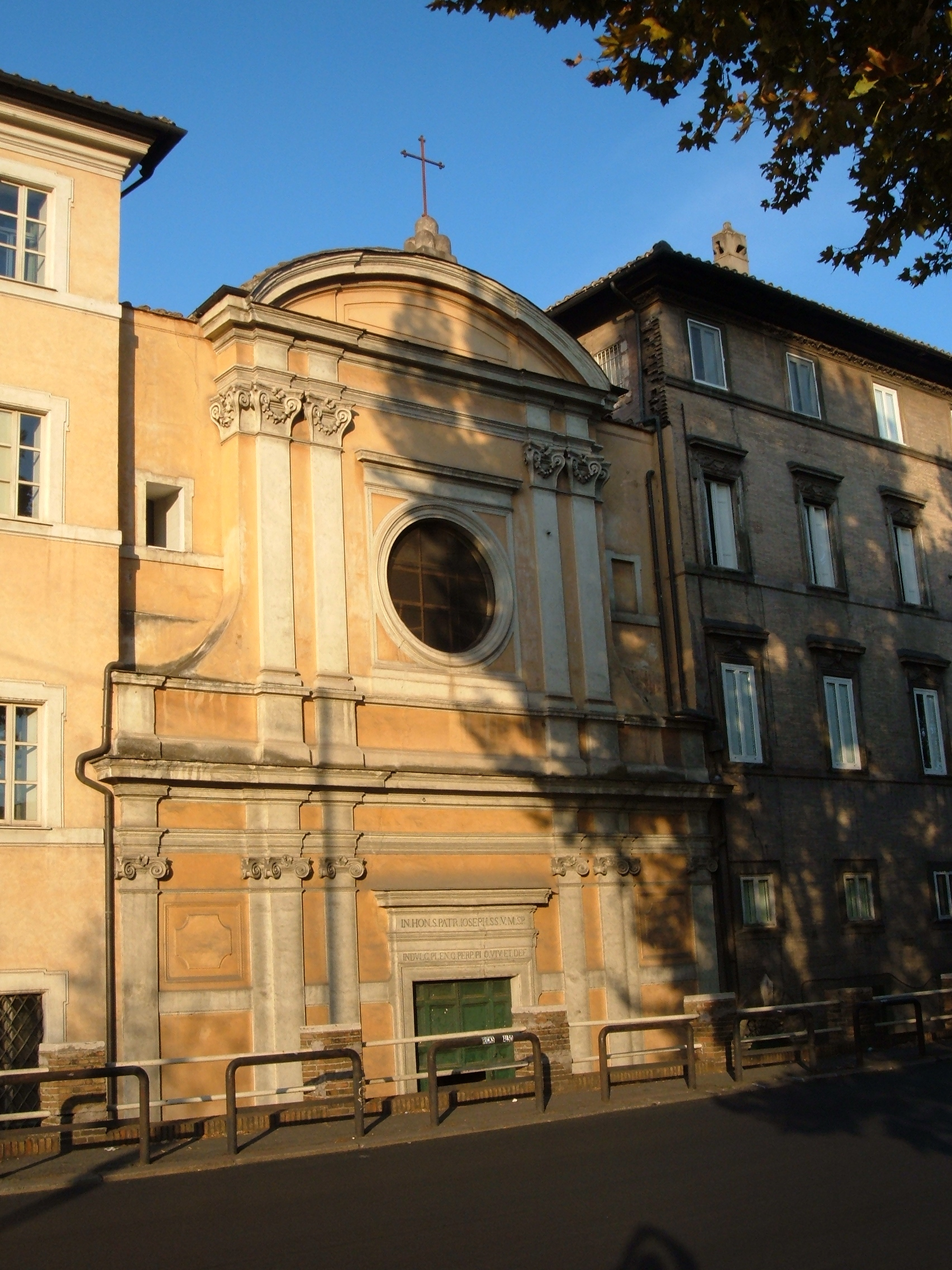
Die Fassade zur Via della Lungara.

San Giuseppe alla Lungara ist eine Kirche in Rom. Sie entstand in der ersten Hälfte des 18. Jahrhunderts und ist Klosterkirche der Kongregation Pii Operai Catechisti Rurali. Bekannt ist sie für die ungewöhnliche Gestaltung des Innenraums.

## Lage
Die Kirche liegt im XIII. römischen Rione Trastevere an der Via della Lungara (von der sie den Beinamen hat) und befindet sich etwa 450 Meter nordwestlich der Villa Farnesina. Die Fassade ist nahe dem Ponte Giuseppe Mazzini direkt zum Tiber ausgerichtet. 

## Geschichte und Baugeschichte
Die Kirche entstand als Klosterkirche einer Vorgängerkongregation der Pii Operai Catechisti Rurali, den Pii Operai. Nach der Stiftung eines neapolitanischen Geistlichen 1729 begannen die Bauarbeiten im Juni 1730. Papst Clemens XII. stiftete 1.000 Scudi für den Bau, Architekt und ausführender Baumeister war Ludovico Rusconi Sassi. Die Kirche wurde, noch im Rohbau, erstmals 1732 von Roberto de Cillis geweiht, dieser war ein Neffe Clemens XII. Anlässlich der Fertigstellung von Hochaltar und Deckenfresko folgte eine zweite Weihe 1734. Die Fertigstellung der Innenausstattung zog sich noch von 1753 bis 1774 hin. 1858 bis 1861 wurde die Kirche umfassend saniert und dabei, insbesondere an der Fassade, verändert. 1872 wurde die heutige Kuppel nach einem Einsturz eingezogen. Parallel zur Fertigstellung der Kirche entstand von 1760 bis 1764 das sich unmittelbar anschließende Klostergebäude.

## Fassade
Die Fassade ist zweigeschossig und dreiachsig konstruiert. Die heute eher flache Fassade ist ein Ergebnis der Umgestaltung in den späten 1850er Jahren, davor war die Fassade erheblich tiefer plastisch ausgestaltet. Die Ursache für die Veränderung war der Wechsel der Ansichtsmöglichkeit: die Fassade des 18. Jahrhunderts war, wegen der umgebenden Bebauung, auch auf der gegenüberliegenden Straßenseite zum Tiber hin, auf Seitenansicht konstruiert und daher plastischer. Mit dem Abriss des Häuserzugs gegenüber entstand die Möglichkeit der Frontalansicht, wie im heutigen Zustand, so dass die Fassade flacher gestaltet werden konnte.
Die Fassade wird von Pilastern nach Ionischer Ordnung gegliedert, die im Mittelrisalit doppelt gestellt und zu den Seitenachsen einmal gestuft sind. Die Travéen des Untergeschosses werden von einem steinernen Band und rechteckigen Wandfeldern gegliedert. Die Inschrift oberhalb der Portalrahmung lautet: IN HON(OREM) S(ANCTI) PATR(IS) IOSEPH(I) S(ANCTIS)S(IMAE) V(IRGINIS) M(ARIA) SP(ONSI) / INDVLG(ENTIA) PLEN(ARIA) ET PERP(ETVA) P(ATRIBVS) P(II)S O(PERATORIBVS) V(IVIS) ET DEF(VNCTIS). Oberhalb des verkröpften Gesimses übernimmt das Obergeschoss bis auf die Seitenflächen die Gestaltung der unteren Fassadenhälfte. Eine seltsame Abwandlung der Ionischen Ordnung sind die Kapitelle des Obergeschosses: die Spiralen der Voluten, die die Ionische Ordnung kennzeichnen, drehen nicht seitwärts nach unten, sondern von unten nach oben ein. Zusätzlich tragen sie noch einen kleinen Festonschmuck. In das Obergeschoss mittig eingelassen ist ein Rundfenster. Das Gebälk ist abermals verkröpft, ein ebensolcher Segmentbogengiebel schließt die Fassade mit einem Postament, nachempfunden den Monti, und einem Kreuz ab.

## Inneres
Der einschiffige Innenraum gilt als einer der „interessantesten und raffiniertesten“ barocken Innenräume in Rom. Zunächst hat er den Anschein einer ovalen Konstruktion, er ist aber als langgezogenes Oktogon ausgeführt. In den Winkeln des Oktogons sind die Pilaster, auch nach Ionischer Ordnung, stumpf geknickt, woran die tatsächliche Struktur zu erkennen ist. Die beiden seitlichen Hauptachsen sind mit Rundbögen gewölbt und enthalten flache Seitenkapellen. Die vier Diagonalseiten sind ebenfalls, allerdings deutlich kleiner gewölbt, hinter den Wölbungen sind vertiefte Nischen eingefügt, die ihrerseits wiederum höher als die Eingangsbögen sind. Der Raum wird, als tatsächlich ovales Element, von einer längsovalen Flachkuppel gedeckt, sie wurde erst 1872 eingezogen. Die illusionistische Bemalung der Kuppel mit dem Kongregationsemblem stammt aus ebendiesem Jahr. 
Die Pendentifs sind freskiert, es sind Arbeiten von Vincenzo Palliotti, geschaffen im Jahr 1859, dargestellt sind vier Kirchenlehrer. 
Die Pilasterschäfte sind mit Marmorimitationen bemalt, die Arbeiten stammen aus der Zeit der Renovierung 1858 bis 1861.
Über den Nischen sind Tondi angebracht, es handelt sich dabei um Ölgemälde von Mariano Rossi, gearbeitet um 1764. Oberhalb derer befinden sich kleine Balkone, sogenannte corretti. 
Ebenfalls von Rossi um 1764 geschaffen wurden die 13 Ölgemälde auf der Eingangsseite der Kirche an der Brüstung der Orgelempore. Die Orgel selbst wird dem Österreicher Johann Conrad Wörle zugeschrieben, er war auch in anderen römischen Kirchen, so in Santa Maria Maddalena, tätig. 
Die mit Blick zum Chor rechte Seitenkapelle stammt von 1754. Das Altarretabel enthält die Darstellung einer Kreuzabnahme, gearbeitet von Nicolò Ricciolini nach einem Vorbild Daniele da Volterras.
Die gegenüberliegende linke Kapelle enthält auf dem Altarblatt eine Darstellung Unterweisung Mariä, geschaffen von Girolamo Pesce 1734/35. Pesces Lehrer waren bekannte Maler wie  Carlo Maratta und Francesco Trevisani.
Der rechteckige Chor wird von einem Kreuzgratgewölbe gedeckt, der sich darin befindliche  Hochaltar enthält abermals ein Gemälde von Rossi. Das Bild stellt die Kümmerniss des hl. Joseph dar und wurde etwa zwischen 1764 und 1774 gearbeitet.
Erwähnenswert ist die Sakristei, fertiggestellt 1764, auch hier stammt die schöne Bemalung der Spiegeldecke in Öl von Rossi, eine Arbeit aus dem Jahr 1768 mit dem Thema Triumph der Ecclesia. Der Raum enthält noch eine Marmorbüste Papst Clemens XI. von 1715 und verschiedene Gemälde.